# Szurt
Szurt, másképpen Szirt vagy Szirte (arabul  سرت) település Líbiában, a Szidra-öböl partján. Moammer Kadhafi szülővárosaként kiváltságokat élvezett a Kadhafi-rezsim uralma idején, a 2011-es polgárháború idején pedig Kadhafi legfőbb támogatójának számított. Miután Tripoli augusztus 20. - 28. között az ellenzéki felkelők kezére került, október 20-ig a Szocialista Népi Líbiai Arab Dzsamahiríja fővárosának szerepét töltötte be.

## Fekvése
A történelmi Tripolitánia régióban, a Szidra-öböl nyugati felén fekvő település. Szurt tartomány székhelye.

## Története
Szurt városa az egykori föníciai gyarmatváros, Macomedes-Euphranta mellett épült. Az ókorban környéke veszélyes területnek számított, mivel hosszú ideig rablók garázdálkodtak környékén és partvidéke sem volt alkalmas a hajózásra a sok zátony miatt. Ennek következtében Publius Vergilius Maro Aeneis című művében inhospita Syrtis (barátságtalan Szirt) néven említi.
A modern város története 1842-ben kezdődik, amikor az oszmán-törökök várat építettek itt Marsza az-Zaafarán („Sáfrány-kikötő”) néven, amely később Kaszr az-Zaafarán („Sáfrány-vár”) néven vált ismertté.
Az 1912-es olasz-török háború idején kemény harcok dúltak az erőd körül is, melyet végül az olasz hadseregnek sikerült elfoglalnia. Később az olaszok helyrehozták és kibővítették, az erőd körül levő várost pedig adminisztratív központtá tették meg. A második világháború idején azonban nem zajlottak harcok a város környékén, a szövetséges csapatok harc nélkül szállták meg. A háború alatt, 1942-ben a város mellett, egy sátorban született Moammer Kadhafi későbbi líbiai diktátor és itt töltötte gyerekkorát is.
Miután 1969-ben Kadhafi puccsal megdöntötte Idrísz király hatalmát, elkezdődött a város aranykora. Kadhafi nagy gondot fordított a város fejlesztésére, sőt 1988-ban a kormányhivatalok egy részét és a parlamentet is átköltöztette szülővárosába, habár formálisan továbbra is Tripoli maradt az ország fővárosa. 1991-ben egy egyetem is felállításra került a városban.
A város igazi hírnévre a 2011. február 15-én kirobbant polgárháború kapcsán tett szert. A Kadhafi-ellenes felkelők a háború alatt többször is megközelítették a várost, először március 6-án, de ekkor nagy vereséget szenvedtek a kormánycsapatoktól a Bin Dzsavád-i csatában. Másodszor már a szövetséges légierő támogatásával indítottak támadást a város ellen, de március 28-án a Bin Dzsavád és Szurt közötti úton ismét vereséget szenvedtek, majd nemsokára egészen Adzsdábija városáig vissza kellett vonulniuk és a frontvonal a Brega és Adzsdábija város közti útvonalon megállapodott. Augusztusban azonban a miszrátai és Nefúsza-hegységbeli lázadóknak sikerült áttörést elérni, majd bekerítették Tripolit és augusztus 20-án megkezdték ostromát, amelyet augusztus 28-ra fejeztek be, győztesen. Ezalatt a kireneikai lázadók is áttörést értek el, elfoglalva Bregát, majd Rász Lánúfot. Szeptember elejére már csak Bani Valíd és Szurt maradt Kadhafi kezén, aki maga is Szurtba menekült és szeptember 1-én kikiáltotta Szurtot az ország fővárosának. A két városért súlyos harcok kezdődtek, Szurtot a NATO repülőgépei rendszeresen bombázták, a város védői azonban szívósan kitartottak. Október végére azonban már csak a város egyik negyede maradt a kadhafista harcosok kezén. Amikor október 17-én elesett Bani Valíd, Szurt maradt az utolsó, még nem bevett város, így október 20-án az Átmeneti Nemzeti Tanács egységei végső rohamot indítottak a város még Kadhafi kezén levő része ellen. A harcban Kadhafi is megsebesült és a felkelők fogságába esett, majd egy órán belül tisztázatlan körülmények között meghalt. Kadhafi halálával a harcok is befejeződtek, a város az ÁNT harcosainak kezére került, ezzel a polgárháború is befejeződött. A város épületei a NATO bombázásoknak és az ostromnak köszönhetően nagyon megrongálódtak vagy teljesen romba dőltek.